# チルミコシン
チルミコシン（tilmicosin）はマクロライド系抗生物質の1つ。牛や豚の肺炎の治療などに用いられる。アセトニトリル、メタノール、エタノール、エーテルなどには溶解しやすいが、水にはほとんど溶解しない。